# 허난설헌묘
허난설헌묘(許蘭雪軒墓)는 대한민국 경기도 광주시 초월읍 지월리에 있다. 조선시대 중기의 여류시인 허난설헌(1563∼1589)의 묘이다. 1986년 9월 7일 경기도의 기념물 제90호로 지정되었다.

## 개요
조선 중기의 여류시인 허난설헌(1563∼1589)의 묘이다.
『홍길동전』의 저자 허균의 누이로 용모가 아름답고 성품이 뛰어났으며, 8살 때 광한전백옥루상량문(廣寒殿白玉樓上梁文)을 지어서 신동으로 일컬어졌다. 15세에 김성립과 결혼하였는데 결혼생활이 원만하지 못하였으며, 친정집에 옥사(獄事)가 있는 등 연속되는 불운에서 오는 고뇌를 시를 쓰며 달래다가 선조 22년(1589) 27세에 생을 마쳤다. 그녀는 섬세한 필치로 여성 특유의 감상을 노래하여 애상적인 독특한 시세계를 이룩하였다. 작품의 일부는 허균에 의해 중국에 전해져『난설헌집』으로 간행되어 격찬을 받았다.
허난설헌의 묘는 현재의 위치에서 약 500m 우측에 있었으나 1985년 현 위치로 이전되었다. 문인석을 제외한 묘비·장명등(長明燈:무덤 앞에 세우는 돌로 만든 등)·상석·망주석·둘레석은 근래에 만들어졌다. 묘비의 비문은 이숭녕이 지은 것이며, 묘의 우측에는 1985년 전국시가비건립동호회에서 세운 시비(詩碑)가 서있다. 시비에는 허난설헌의 곡자시(哭子詩)가 새겨져 있으며 시의 대상인 두 자녀의 무덤이 난설헌묘 좌측 전면에 나란히 있다.

## 같이 보기
- 허난설헌

## 참고 문헌
- 허난설헌묘 - 국가유산청 국가유산포털